# AS Étrœungt
Die Association Sportive d’Étrœungt oder kurz AS Étrœungt ist ein Fußballverein aus der kleinen nordfranzösischen Gemeinde Étrœungt. Die Frauenfußballerinnen des Amateurklubs haben dreimal den französischen Landesmeistertitel gewonnen.

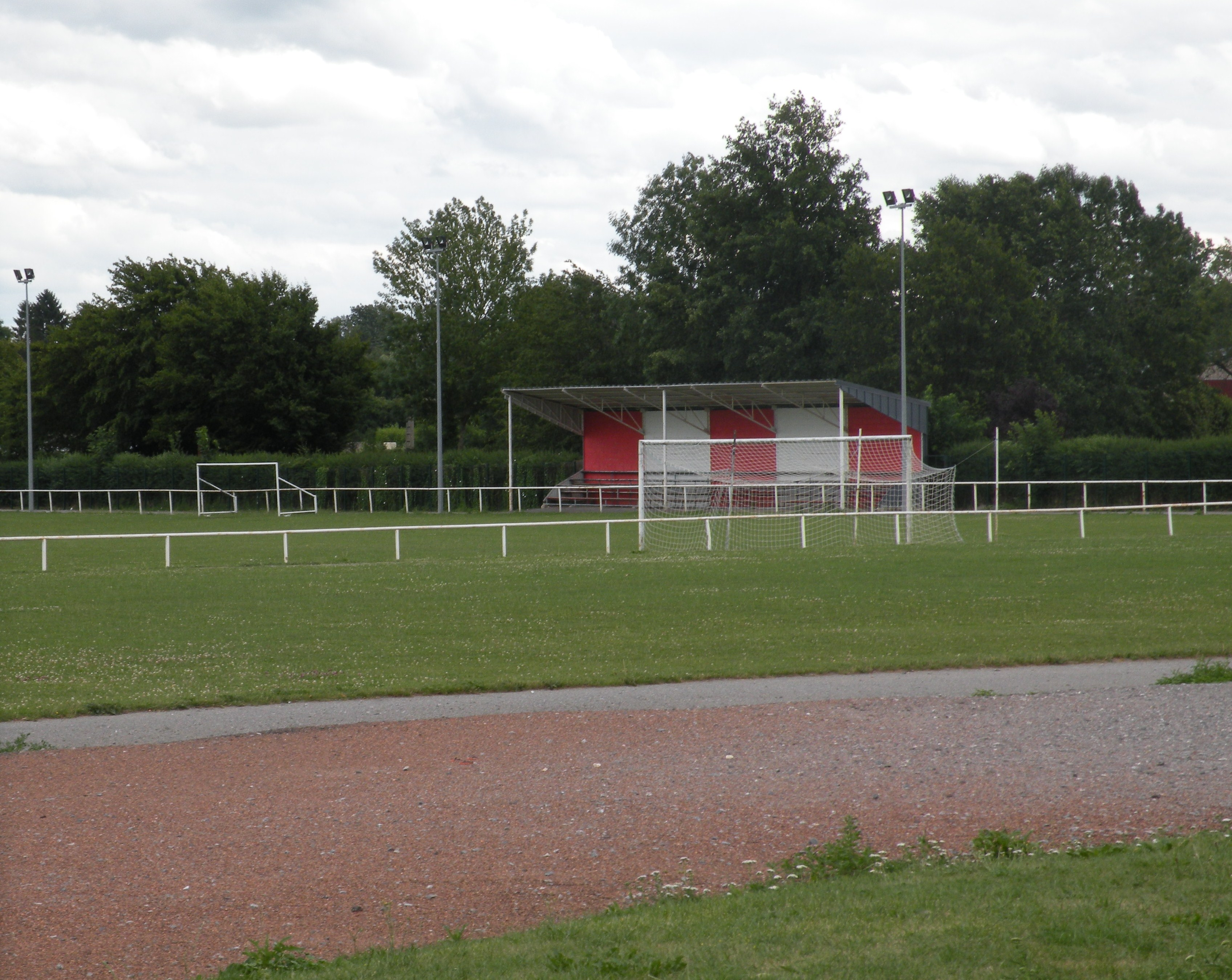
„Stadion“ Étrœungt

## Geschichte
Die Frauenabteilung wurde um 1970, noch vor der Legalisierung des Frauenfußballs durch den französischen Verband, gegründet. Die ersten Spielerinnen spiegelten einen Querschnitt der Bevölkerung wider, waren noch Schülerinnen oder standen – als Arbeiterinnen, Angestellte und Hilfskräfte in einer Einrichtung der körperlichen Ertüchtigung – bereits im Berufsleben. Obwohl Étrœungt lediglich etwas über 1.500 Einwohner hatte, verfügte der Verein über ein Aufgebot von rund 30 Frauen. Die erste Elf der AS entwickelte sich schnell zur stärksten Mannschaft in der französisch-belgischen Grenzregion und qualifizierte sich erstmals 1975/76 für die frankreichweite Meisterschafts-Endrunde. Dort scheiterte sie allerdings bereits in den Gruppenspielen am FC Rouen. Ein Jahr später schaffte sie es schon bis ins Halbfinale, und 1978 gelang ihr nach 1:0 und 1:1 über den „Abonnementsmeister“ Stade Reims in den beiden Endspielen sogar der erste Titelgewinn. Diesen Titel konnte die AS Étrœungt 1979 verteidigen, wobei sie nach einer 1:2-Heimniederlage das Rückspiel in Reims mit 2:0 für sich zu entscheiden vermochte.
Nach frühzeitigem Ausscheiden 1980 ließen die „Dorfkickerinnen“, die inzwischen freilich auch einige Nationalspielerinnen in ihren Reihen hatten (siehe weiter unten), 1981 die dritte Meisterschaft folgen; wieder hießen die Gegnerinnen Stade Reims, von denen Étrœungt sich nach der regulären Spielzeit des inzwischen einzigen Endspiels 1:1 trennte, aber das anschließende Strafstoßschießen gewann. 1982 kam es zum vierten und letzten Aufeinandertreffen der beiden Teams in einem Finale, und diesmal unterlagen die Nordfranzösinnen darin erstmals (Endstand 1:2). Im folgenden Jahr zeigte sich, dass die AS Étrœungt selbst in der Region nicht mehr ohne Konkurrenz war: Olympique Hénin-Beaumont setzte sich in der landesweiten Hauptrunde gegen die ASÉ durch, und in den anschließenden Spielzeiten gelangte sie nicht einmal mehr so weit. In der Saison 2011/12 findet sich der Name dieses erfolgreichen Vereins überhaupt nicht mehr im derzeit sechsstufigen Ligasystem des französischen Frauenfußballs wieder.
Mit den erfolgreichen Jahren untrennbar verknüpft ist der Name des ab 1978 amtierenden Trainers Daniel Bertrand, der die Frauschaft bis Jahresende 1982 in 177 Spielen betreut hat, bei denen lediglich 13 Niederlagen 144 Siege gegenüberstanden. Dabei durfte die ASÉ bis zu diesem Zeitpunkt ihre Pflicht-Heimspiele nicht auf dem ortseigenen Sportplatz – einem besseren „Kartoffelacker“ (champ de batates) – austragen; meist wich sie ins 15 Kilometer entfernte Aulnoye-Aymeries aus.
Bertrand wies auch frühzeitig darauf hin, dass der französische Frauenfußball eine Leistungsdifferenzierung benötige:

„Das Meisterschaftsformat ist lachhaft. In der ersten [auf regionaler Ebene ausgetragenen] Phase verliert man nur seine Zeit. Der Unterschied zwischen den besten Teams und den anderen ist zu groß. … [Wir haben in dieser Zeit] kaum trainieren müssen.“

## Erfolge
- Französischer Frauenmeister: 1978, 1979, 1981 (und Vizemeister 1982)

## Nationalspielerinnen in ihrer Zeit bei Étrœungt
Insgesamt acht Spielerinnen dieses Vereins hatten den blauen Dress Frankreichs getragen, beginnend mit der Klubrekordnationalspielerin (20 Einsätze) Marie-Noëlle Warot (verheiratete Warot-Fourdrignier), die dort ab Februar 1977 über mehrere Jahre gemeinsam mit ihrer Vereinskameradin Marie-Noëlle Degardin (14 Partien) die Innenverteidigung der Bleues bildete. Étrœungts Torfrau Sandrine Colombier wurde in der Nationalelf ab 1981 zur Nachfolgerin von Marie-Louise Butzig aus Reims und brachte es auf elf Begegnungen. Sophie Ryckeboer-Charrier war 1985 die letzte Nationalspielerin für die AS Étrœungt, für die sie knapp die Hälfte ihrer 41 Länderspiele bestritt, bevor sie anschließend ins benachbarte Belgien zu Cercle Brügge wechselte. Außerdem haben auch Isabelle Flament, Chantal Pani, Martine Petit und Chantal Prouveur den Namen des kleinen Vereins international bekannt gemacht.